# دروند سه (مقاطعة غيلانغرب)
دروند سه (بالفارسية: داروندسه) هي مستوطنة تقع في قسم ديره الريفي في إيران. يقدر عدد سكانها بـ 104 نسمة .